# NGC 2917
NGC 2917 is een spiraalvormig sterrenstelsel in het sterrenbeeld Waterslang. Het hemelobject werd op 6 februari 1864 ontdekt door de Duitse astronoom Albert Marth.

## Synoniemen
- UGC 5098
- MCG 0-25-2
- ZWG 7.3
- PGC 27207